# Tie-Break
Der oder das Tie-Break, auch Tiebreak, (von englisch „tie“, Gleichstand und „to break“, brechen, wörtlich etwa „Gleichstandsbrecher“) ist ein Zähl- oder Wertungsverfahren im Sport, mit dem Entscheidungen abgekürzt werden sollen. Besonders bekannt ist es vom Tennis. Dort dient es als Spiel mit besonderer Zählweise, um in einem bisher unentschiedenen Satz beim Stand von 6:6 eine Entscheidung herbeizuführen. Der Gewinner des Tie-Breaks entscheidet den Satz mit 7:6 für sich. Es gibt auch einen Tie-Break im Volleyball, im Turnen, im Squash, im Schach, im Pádel, im Bowls sowie beim Darts. Die Regeln fallen jeweils anders aus als im Tennis.

## Tennis

### Zählweise
Anders als beim herkömmlichen Tennisspiel zählt ein Ballwechsel als genau ein Punkt. Gewonnen hat der Spieler, der zuerst mindestens sieben Punkte und gleichzeitig zwei Punkte Vorsprung erreicht hat.
- Aufschlagrecht: Das Aufschlagrecht wechselt nach dem ersten Punkt und dann nach jedem zweiten Punkt, so dass bei jedem Spielstand mit einer ungeraden Punktesumme ein Aufschlagwechsel stattfindet. Der Rückschläger des vorangehenden Spiels hat im Tie-Break als Erster das Aufschlagrecht. Der erste Aufschlag wird von rechts ausgeführt, wie zu Beginn eines normalen Aufschlagspieles. Danach wird nach jedem Aufschlagwechsel zuerst von links und dann von rechts aufgeschlagen. Im nachfolgenden Satz hat derjenige das Aufschlagrecht, der im Tie-Break beim ersten Ballwechsel Rückschläger war. Sinn des Wechsels bei einer ungeraden Punktsumme ist, dass so ein Spieler den Tie-Break nur gewinnen kann, wenn er mehr Breaks erreicht hat als der Gegner. Würde man bei einer geraden Punktsumme wechseln, wäre der Spieler im Vorteil, der im Tie-Break als erstes Aufschlag hatte. Denn dann könnte er auch bei gleicher Anzahl an Breakbällen den Tie-Break gewinnen, was bei einem Wechsel bei ungerader Punktsumme nicht möglich ist.
- Seitenwechsel: Die Spielfeldseite wird alle sechs Punkte gewechselt. Jedoch darf dabei kein Spieler eine Pause einlegen, wie es bei einem Seitenwechsel sonst üblich ist.
- Notation der Ergebnisse: Bei der Notation eines Spielergebnisses wird der abschließende Punktestand eines Tie-Breaks üblicherweise in Klammern angegeben, z. B. 6:4, 7:6 (10:8). Bei der verkürzten Schreibweise wird die Tie-Break-Punktzahl des Satzgewinners weggelassen, da sie entweder 7 beträgt oder, falls sie größer ist als 7, aus der Punktzahl des Verlierers durch Addition von 2 errechenbar ist, demnach im genannten Beispiel 7:68.

Als weitere von der ITF erlaubte Variante gibt es den Match-Tie-Break. Hier werden nicht sieben, sondern zehn Punkte mit gleichzeitig zwei Punkten Vorsprung bis zum Gewinn benötigt. Alle anderen oben für den Tie-Break genannten Regularien gelten dabei auch für den Match-Tie-Break, der insbesondere bei Doppelturnieren der ATP, WTA, ITF und TE sowie bei allen der ITF angeschlossenen Landesverbänden gespielt wird.
Erzielt man während des Tie-Breaks einen Punkt beim Aufschlag des Gegners wird dies als Minibreak bezeichnet. Ein Minibreak kann satzentscheidend sein.
Eine eigene Matchvariante ist das Tie Break Tens, die ausschließlich aus dem Match-Tie-Break besteht.

### Geschichte
Der Tie-Break wurde 1963 vom Amerikaner Jimmy van Alen erfunden, 1970 wurde er in die Tennisregeln aufgenommen. Zunächst wurde im letzten und entscheidenden Satz kein Tie-Break gespielt, um nicht nur wenige Ballwechsel über Sieg und Niederlage entscheiden zu lassen. Heute wird in jedem Satz beim Stand von 6:6 ein Tie-Break gespielt.
Bei den vier Grand-Slam-Turnieren gab es früher folgende Regelungen im entscheidenden Satz:
- US Open: Klassischer Tie-Break beim Stand von 6:6 bis mindestens 7 Punkte (seit 1975 in der heutigen Form; zwischen 1970 und 1974 hatte derjenige Spieler den Tie-Break gewonnen, der als erster 5 Punkte hatte, auch ohne Zwei-Punkte-Vorsprung)
- Australian Open: Match-Tie-Break beim Stand von 6:6 bis mindestens 10 Punkte (seit 2019)[2]
- Wimbledon: Tie-Break beim Stand von 12:12 bis mindestens 7 Punkte (seit 2019)[3]
- French Open: kein Tie-Break, sondern weiterhin Satzgewinn mit 2 Spielen Vorsprung nötig

Im März 2022 einigten sich alle vier Grand-Slam-Turniere auf den Match-Tie-Break.
Im Davis Cup wurde der Tie-Break generell erst im Jahr 1989 eingeführt, aber im letzten und entscheidenden Satz wird die Tie-Break-Regel nicht angewandt. Anfänglich wurde der Tie-Break beim Stand von 8:8 gespielt, dies wurde später jedoch auf das heute übliche 6:6 geändert.
Der längste Tie-Break der Profi-Tennisgeschichte fand am 1. Juli 1985 im Spiel Jan Gunnarsson/Michael Mortensen gegen John Frawley/Víctor Pecci in Wimbledon statt. Beim 6:3, 6:4, 3:6, 7:6 gewannen Gunnarsson/Mortensen den Tie-Break des vierten Satzes mit 26:24.

## Volleyball
Bei 2 : 2 Satzgleichstand wird der entscheidende fünfte Satz als Tie-Break bezeichnet und endet, wenn eine Mannschaft mit mindestens zwei Punkten Vorsprung 15 Punkte erreicht hat.

## Schach
Bei Schachturnieren mit mehreren Teilnehmern werden bei Gleichstand verschiedene Arten der Feinwertung angewandt. Dies ist jedoch nicht möglich, wenn der Gleichstand in einem Wettkampf zwischen zwei Spielern auftritt. Dann müssen in der Regel weitere Partien mit verkürzter Bedenkzeit die Entscheidung bringen. Um den Anzugsvorteil auszugleichen, wird zunächst eine gerade Anzahl von Schnell- oder Blitzpartien mit wechselnden Farben gespielt. Ist auch dann noch keine Entscheidung gefallen, wird oft eine einzige Blitzpartie gespielt, bei der Weiß etwas mehr Bedenkzeit (zum Beispiel fünf Minuten gegen vier Minuten) bekommt, dafür aber gewinnen muss, während Schwarz ein Remis zum Wettkampfsieg reicht. Diese Partie wird Sudden Death Game genannt, mittlerweile hat sich dafür auch der Begriff Armageddon-Match etabliert. Meist wird die Farbverteilung dieser Entscheidungspartie ausgelost. Bei den US-Meisterschaften hat sich dagegen ein System etabliert, bei dem beide Spieler vor Partiebeginn ein verdecktes Gebot abgeben müssen, mit wie viel Bedenkzeit (maximal 45 Minuten) sie spielen möchten. Der Spieler mit dem niedrigeren Gebot darf dann die Farbe wählen und muss mit der gebotenen Bedenkzeit spielen, während sein Gegner unabhängig von seinem Gebot die maximale Bedenkzeit (in diesem Fall 45 Minuten) erhält. Auch hier gilt, dass der Spieler mit den schwarzen Steinen bei einem Remis den Wettkampf gewinnt.
Statt durch diese Regelung wurden die Sieger von Wettkämpfen bei Gleichstand früher auch durch Losentscheid ermittelt, oder es wurde – zum Beispiel in Weltmeisterschaftskämpfen – dem Titelverteidiger der Sieg zugesprochen. Oder es wurde so lange gespielt, bis ein Gegner als Erster eine bestimmte Zahl an Siegen erreicht hatte.

## Darts
Bei den Dartsturnieren der Weltmeisterschaft und dem World Matchplay wird zum Sieg ein Vorsprung von zwei Legs benötigt. Steht es unmittelbar vor Ende der eigentlichen Spieldistanz unentschieden, wird bei diesen Turnieren ein Tie-Break gespielt. So kann die Spieldistanz um bis zu sechs Legs erhöht werden, bis ein Spieler den erforderlichen Zwei-Leg-Vorsprung erreicht. Geschieht dies auch nach Beendigung dieser sechs Legs nicht, wird ein Sudden Death Leg gespielt.